# Ricardo Santos (Beachvolleyballspieler)
Ricardo Alex Costa Santos (* 6. Januar 1975 in Salvador da Bahia, Brasilien) ist ein brasilianischer Beachvolleyballspieler. Er gewann alle olympischen Medaillen, war Weltmeister und dreimal Vizeweltmeister.

## Karriere
1995 spielte Ricardo Santos sein erstes FIVB-Turnier. 1998 gewann er mit seinem Partner Zé Marco seine ersten zwei Veranstaltungen der Weltserie, 1999 verdoppelten die Brasilianer ihre Erfolge und im Jahr 2000 wurde Ricardo mit seinem Partner nach fünf Siegen zum ersten Mal Tour-Champion der FIVB. Im gleichen Jahr gewannen die beiden die Silbermedaille bei den Olympischen Spielen 2000 in Sydney. 2001 wurde Ricardo mit seinem neuen Partner José Loiola Vizeweltmeister in Klagenfurt und gewann die Goodwill Games in Brisbane, die zum letzten Mal ausgetragen wurden. In den beiden Jahren ihrer Zusammenarbeit gewannen die Südamerikaner weitere vier Turniere der FIVB World Tour.
Ende 2002 wechselte Ricardo wiederum seinen Partner. Mit Emanuel Rego gelangen die größten Erfolge. Ricardo/Emanuel wurden in den Jahren 2003 bis 2007 FIVB-Tour-Champions und wurden dreimal als das FIVB-Team des Jahres ausgezeichnet. 2003 gewannen die beiden Brasilianer die Goldmedaille bei der Beachvolleyball-Weltmeisterschaft in ihrem Heimatland in Rio de Janeiro. Ein Jahr später krönten sie ihre Karriere mit dem Olympiasieg in Athen. 2007 gewannen sie die Panamerikanischen Spiele.
Diesen Erfolg konnten sie in Peking 2008 nicht wiederholen. Nach der Niederlage im Semifinale gegen ihre Landsleute Márcio Araújo / Fábio Luiz Magalhães gewannen Ricardo/Emanuel das Spiel gegen die brasilianischen Georgier Geor/Gia und holten sich Bronze. Ricardo hat damit alle drei olympischen Medaillen gewonnen. Ihren letzten gemeinsamen Erfolg erreichten Emanuel Rego und Ricardo Santos in der Hauptstadt ihres Heimatlandes, als sie die Brasília Open 2009 für sich entschieden. Dies war der 33. gemeinsame Erfolg bei Turnieren der Weltserie; so viele Siege erreichte kein anderes Duo bei der Tour.

### 2010
Ricardo bestritt zunächst drei Turniere der World Tour 2010 mit Pedro Salgado, wechselte jedoch nach dem gemeinsam erreichten fünften Platz bei den Brasilia Open erneut den Partner und spielt seit dem Turnier in Rom mit Márcio Araújo zusammen. Nach einem geglückten Start mit ebenfalls einem fünften Platz dauerte es bis zum Turnier in Gstaad, ehe Santos und Araújo zum ersten Mal gemeinsam eine Medaille gewinnen konnten. Nach einer Dreisatz-Niederlage gegen die Deutschen Koreng/Klemperer gewannen die beiden Brasilianer das Spiel um den dritten Platz. Nachdem sie in Marseille auf einen Start verzichtet hatten, erreichten die beiden Südamerikaner bei den folgenden vier Veranstaltungen jeweils das Halbfinale. Während sie in Klagenfurt und Kristiansand die beiden letzten Spiele verloren und den vierten Platz belegten, entschieden sie beim Grand Slam in Stare Jabłonki nach der Niederlage in der Vorschlussrunde das Spiel um den dritten Platz gegen Klemperer und Koreng für sich. Noch besser lief es für Ricardo und Márcio Araújo bei den Åland Open, wo sie erst im Finale von Rogers und Dalhausser bezwungen wurden.

### 2011
Zum Auftakt der World Tour 2011 belegten Ricardo und Márcio Araújo in Brasília den vierten Platz. In Prag wurden sie Fünfte, während sie beim Grand Slam in Peking an den bis dahin amtierenden Weltmeistern Brink/Reckermann im Achtelfinale scheiterten. Bei der Weltmeisterschaft 2011 in Rom gewannen sie ihre Vorrunden-Gruppe mit zwei Siegen. In den folgenden vier Spielen der KO-Phase gaben sie nur noch gegen das deutsche Duo Dollinger/Windscheif einen Satz ab, bevor sie im Endspiel Ricardos ehemaligem Mitspieler Emanuel Rego und dessen neuem Partner Alison unterlagen. Beim Grand Slam in Stavanger gab es für Ricardo / Márcio Araújo den ersten FIVB-Turniersieg. Ende Juli trennten sich die beiden und Ricardo spielte anschließend mit Pedro Cunha. Ricardo/Cunha starteten mit Turniersiegen in Klagenfurt und Den Haag sehr erfolgreich. Dazwischen wurden die beiden Brasilianer Siebzehnte bei den Åland Open und zum Abschluss der Saison belegten sie in Marokko den 13. Platz.

### 2012
Mit Cunha erkämpfte Ricardo in beim ersten Turnier der World Tour 2012 in Brasília die Bronzemedaille. Anschließend konnte das Duo das Turnier in Mysłowice für sich entscheiden. Nach zwei neunten Plätzen in China gelang den Brasilianern in Prag der zweite Sieg der Saison. In Moskau gewannen sie das kleine Finale. Einem neunten Rang in Rom folgten fünfte Plätze in Gstaad und Klagenfurt. Bei den Olympischen Spielen in London kamen Ricardo/Cunha ohne Satzverlust ins Achtelfinale, das sie gegen die Spanier Herrera/Gavira gewannen. Im Viertelfinale schieden sie gegen die späteren Olympiasieger Brink/Reckermann aus. Für Pedro Cunha war damit die Saison beendet, während Ricardo Santos bei der letzten Veranstaltung des Jahres in Polen gemeinsam mit Vitor Felipe einen weiteren neunten Platz belegte.

### 2013
2013 bildete Ricardo ein neues Duo mit Álvaro Morais Filho. Ricardo/Filho starteten mit einem vierten Platz bei den Fuzhou Open in die World Tour 2013. Anschließend wurden sie Dritte in Shanghai und belegten bei den nächsten drei Grand Slams die Plätze fünf und neun. Bei der WM in Stare Jabłonki gelangten sie als Gruppenzweite in die erste KO-Runde. Ohne Satzverlust kamen sie ins Halbfinale, in dem sie die Titelverteidiger Alison/Emanuel entthronten. Im Endspiel mussten sie sich jedoch den Niederländern Brouwer/Meeuwsen geschlagen geben. Den an die WM anschließenden Grand Slam in Gstaad entschieden Ricardo und Filho für sich. In Moskau gewannen sie das Spiel um den dritten Platz.

### 2014
Auch in dieses Spieljahr startete Santos mit Filho. Die beiden Brasilianer erreichten in Norwegen das Finale. Weitere Platzierungen unter den besten acht Teams gelangen in China, in der Schweiz und in den Vereinigten Staaten mit jeweils fünften Plätzen.

Beim letzten Turnier des Jahres spielten die Weltmeister von 2003 wieder zusammen. Ricardo und Emanuel kamen beim ersten gemeinsamen Event der Weltserie seit 2009 gleich ins Endspiel.

### 2015–2016
Bei der World Tour hatten Ricardo Santos und Emanuel Rego zahlreiche Top-Ten-Platzierungen. Im März 2016 spielte Santos beim Grand Slam in Rio zum letzten Mal mit Rego, der darauf seine Karriere beendete. Anschließend trat Ricardo im gleichen Jahr hauptsächlich mit André Loyola bei verschiedenen nationalen und internationalen Veranstaltungen an, bestes Ergebnis war ein neunter Rang beim Major in Klagenfurt.

### 2017–2021
In der folgenden Saison konzentrierte sich der aus Salvador da Bahia stammende Athlet hauptsächlich auf die AVP Tour und gewann dort unter anderem die Bronzemedaillen in New York mit Chaim Schalk sowie in San Francisco und Manhattan Beach mit Reid Priddy. Ein Jahr später startete der Brasilianer sowohl bei der amerikanischen als auch bei der Welttour. Beste Resultate waren der Silberrang von Espinho mit Guto Carvalhaes und der fünfte Platz in Las Vegas mit ÁlvaroFilho, beides Vier-Sterne-Veranstaltungen der FIVB. 2019 erreichte Ricardo mit Sean Rosenthal den fünften Rang in Austin sowie einige weitere Top-Ten-Platzierungen mit dem gleichen Partner sowie mit Ty Loomis und Reid Priddy. In den beiden folgenden Spieljahren trat der Südamerikaner noch bei insgesamt fünf Turnieren auf der US-Tour an und wurde dabei drei Mal Siebter mit Miles Evans und einmal Fünfter mit John Hyden.

## Auszeichnungen
2005 – FIVB Team of the year (mit Emanuel Rego) – FIVB Most Outstanding – FIVB Best Hitter – FIVB Best Offensive Player

2006 – FIVB Team of the year (mit Emanuel Rego) – FIVB Best Offensive Player

2007 – FIVB Team of the year (mit Emanuel Rego) – FIVB Most Outstanding – FIVB Best Offensive Player

## Trivia
Santos Cousin Marrony ist Fußballspieler.